# ガーリックライス

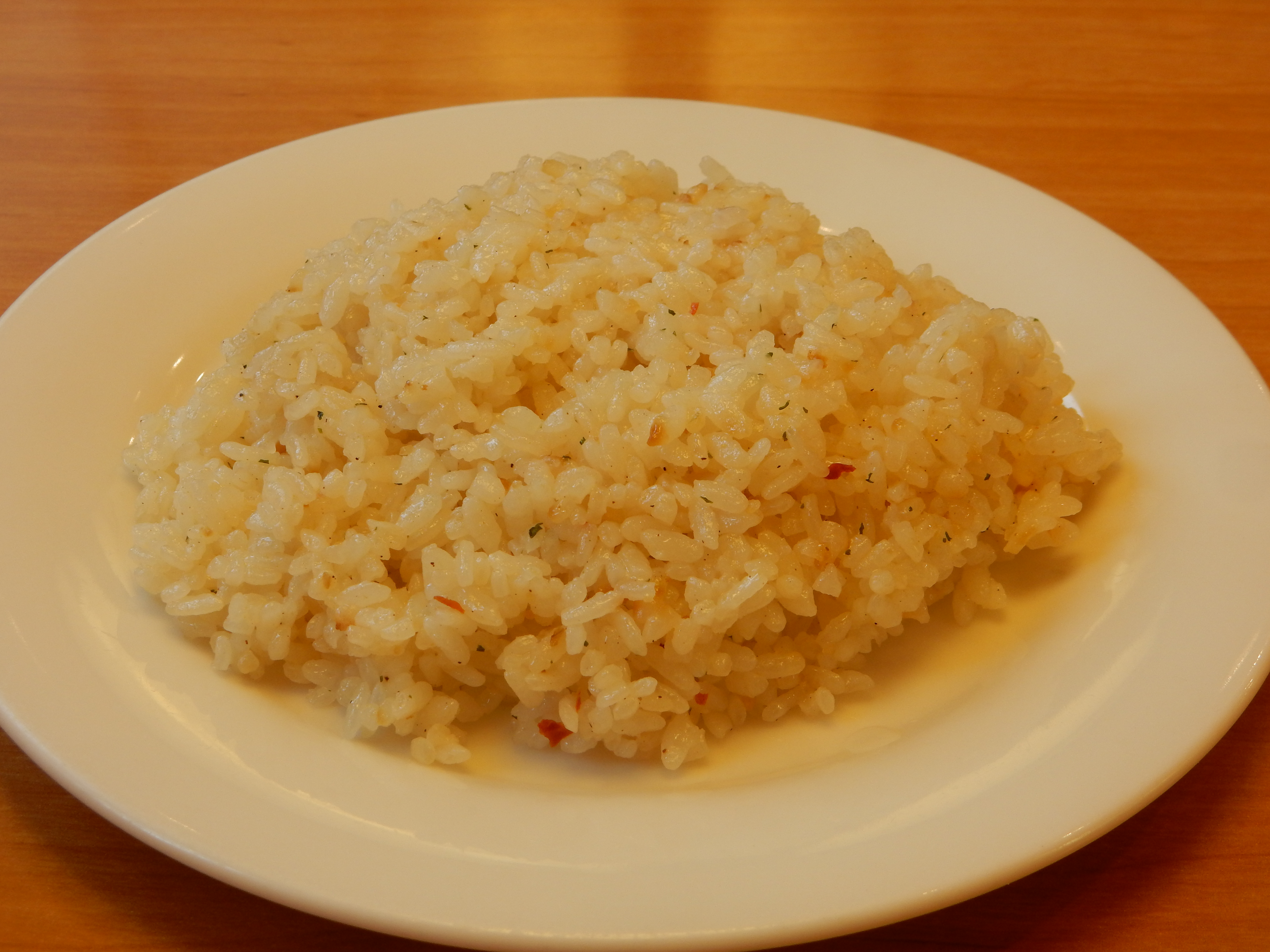
ガーリックライス

ガーリックライス（Garlic rice）は、米を塩コショウなど調味料で炒め、スライスニンニクやパセリと一緒に食べる料理。

## 概要
ニンニクの香りと調理の手軽さが特徴。 

## 調理方法
硬くなり食べづらくなるため、米（インディカ米）を水に30分ほど漬けておくことが重要である。
フライパンでみじん切りにしたニンニク、玉ねぎを弱火で炒め、軟らかくなったところで上記の米を追加し炒める。好みによりスープの素を入れた米と同量か20%ほど多めの水を加え、さらにバター、コショウ、塩などで好みの味付けにする。蓋をして強火にし、沸騰したら弱火で10-12分ほど炊き、火を止めた後10分間蒸らす。
米を炒めるため、炒飯よりもパラパラとした食感となる。
大手食品メーカー（ハウス食品、ヱスビー食品）などからも、ごはんに混ぜるだけで簡単に調理ができる調味料が発売されている。